# Edifici Illa Diagonal
L'Edifici Illa Diagonal és un edifici d'oficines i centre comercial situat a l'avinguda Diagonal de Barcelona, inclòs a l'Inventari del Patrimoni Arquitectònic de Catalunya.

## Història
A principis dels anys 1960, la part alta de la Diagonal es va començar a perfilar com un centre de negocis, esportiu i universitari; entitats financeres, cadenes hoteleres i grans companyies van començar a situar-se en aquesta zona de la ciutat. L'empresari català Romà Sanahuja Bosch (Grup Sanahuja) va aconseguir el terreny, on hi havia l'antic hospital infantil de Sant Joan de Déu i la Sala Bikini, que disposava fins i tot de minigolf. Després de rebre diverses ofertes, va col·laborar amb l'asseguradora suïssa Winterthur (actualment AXA) per arrencar el projecte.
El maig del 1986 es va convocar un concurs internacional d'idees, que fou guanyat pels arquitectes Manuel de Solà-Morales i Rafael Moneo. Posteriorment, es redactà el Pla Especial de Reforma Interior de l'Illa Diagonal i al mateix temps s'inicià el projecte de l'edifici principal. La primera pedra es va col·locar el 4 de juliol de 1990 i Winterthur va aportar uns 120 milions d'euros i també es va rebre capital del Banc d'Europa, llavors en mans de Carles Ferrer i Salat. Finalment, el 2 de desembre de 1993, després d'haver-hi invertit 36.000 milions de pessetes (210 M €), es va inaugurar oficialment el complex, que aconseguí el Premi FAD d'arquitectura de 1994.
Amb els anys, Winterthur (ja AXA) abandonaria els espais per a traslladar-se als afores de la ciutat. Aleshores, Laboratoris Ferrer, propietat de Carles Ferrer i Salat, van alliberar els despatxos que fins al moment tenien a les Torres Trade i es van traslladar a aquest edifici.
A finals de novembre de 2006, el centre comercial va ampliar la seva superfície en 4.000 m², obrint 17 noves botigues i afegint un hotel de 308 habitacions. A més, es va donar accés al recinte per als vianants des del carrer de Déu i Mata.

## Arquitectura
L'equip format per Manuel de Solà-Morales i Rafael Moneo va presentar una solució que ells mateixos van descriure com «el gratacel tombat». Així, l'edifici principal presenta una façana d'alçada variable de més de 300 m de longitud, configurada per un front edificat continu interceptat en planta baixa només pel pas de vials i vestíbuls. Consta de sis plantes en la zona central, vuit en el costat de llevant i dotze en el de ponent, a la cantonada amb el carrer de Numància. També disposa de sis plantes soterrades per a ús de serveis i aparcament, dos nivells comercials relacionats amb la planta baixa, oficines i hotel en les plantes superiors. Té una superfície de 197.383 m² construïts dels quals 115.884 ho estan sota la rasant. A l'interior presenta façana a un parc interior de l'illa (Jardins de Sant Joan de Déu).
La planta baixa té un ús bàsicament comercial i d'entrada a l'hotel. Els nivells 1 i -1 també són utilitzats pel comerç i les plantes superiors per l'hotel i les oficines. La coberta està destinada a contenir les instal·lacions generals.
A la planta baixa i paral·lel a l'avinguda Diagonal hi ha un carrer-galeria a doble alçada que al creuar-se amb altres carrers o espais oberts es transforma i es relaciona amb l'exterior, sent un element generador de varietat i dinamisme espacial. S'hi troben els elements de relació de les diverses plantes com ara escales fixes i mecàniques, ascensors, pont, passadissos i rampes. El carrer-galeria que continua el d'Anglesola presenta una plaça interior, espai intercomunicador i on es poden realitzar activitats diverses. Està coberta d'acer amb diverses obertures vidrades que n'emfatitzen l'amplitud.
A la façana el granit, el travertí, el vidre i l'acer constitueixen els materials de major rellevància. El granit africà negre amb el vidre és la solució utilitzada a les plantes baixes. La resta de nivells presenta travertí romà de color blanc, que és l'element unificador de les diverses plantes juntament amb les finestres rectangulars amb ampit d'acer. A l'interior el vidre és el protagonista en la divisió espacial dels locals, en les balustrades i en la coberta.